# 小島一慶の耳コミランチタイムぴいぷる
『小島一慶の耳コミランチタイムぴいぷる』（こじまいっけいのみみコミランチタイムぴいぷる）とは、TBSラジオで放送されていた情報ワイド番組である。

## 概要
小島一慶が本番組のパーソナリティとなったのは1979年10月9日からで、その前の一年間、1978年10月2日から1979年10月6日までは砂川啓介のパーソナリティで『砂川啓介の耳コミランチタイム』として放送されていた。パーソナリティの小島曰く、タイトルには自分たちスタッフの願いを「ぴいぷる」の四文字に託したつもり、と話している。当初放送時間は月曜日から金曜日の12:00 - 13:00、のちに『おひるのニューススタジオ』が12:00 - 12:15の枠で独立し、12:15 - 13:00の放送となった。
本番組のコーナーのうち、『テレフォン交遊録』は有名人がゲスト出演してパーソナリティの小島とトークをし、電話で次に出演する有名人を紹介していくというもので、このコーナーは小島自身が企画、考案したものだったという。本番組終了の6か月後に同じ昼の12時台でスタートした『笑っていいとも!』のコーナー『テレフォンショッキング』はこの『テレフォン交遊録』が元になっていたといわれ、当の小島自身も、『 -交遊録』そっくりの『テレフォンショッキング』を見た時には驚いたという。なお『 -交遊録』の方に、後に『 -いいとも!』司会となるタモリが3〜4回ほど出演したということであったが、そのうち1回はタモリが散歩に出掛けたために不在で、代わりにタモリ夫人が出演した。
なお本番組終了から10年後の1992年4月から、小島は『おまたせ一慶まっぴるま!』のパーソナリティとして、これと同じ平日の午後12時台に復帰している（1995年9月まで）。

## タイムテーブル（小島一慶時代）
- 12:15 テレフォン交遊録
- 12:30 読売新聞経済気象現況
- 12:35 耳コミネットワーク
- 12:45 くらしの話題
- 12:55 交通ニュース